# 25 (album Shakin’ Dudiego)
25 – jubileuszowy album kompilacyjny zespołu Shakin’ Dudi, wydany 9 marca 2009 roku nakładem wydawnictwa Metal Mind Productions.
W projekcie okładki wykorzystano portret Dudka pędzla Jerzego Dudy-Gracza, a całość digipacku opracował graficznie Mirek Makowski.

## Spis utworów
źródło:.
1. „Zastanów się co robisz” – 3:23
2. „Goście idą” – 2:34
3. „Kup psa” – 2:37
4. „Teledurniej” – 3:43
5. „Supergwiazda” – 2:15
6. „Nalej mi” – 1:48
7. „Mniam” – 3:28
8. „Stany lękowe” – 3:18
9. „Coś nie tak” – 2:55
10. „Gdy wracam późno” – 3:42
11. „Tak dobrze mi tu” – 4:34
12. „Konstruktor” – 5:15
13. „To my ułani” – 3:05
14. „Opakowanie” – 1:48
15. „A ona śmieje się” – 2:44
16. „Promocja w krainie czarów” – 2:51
17. „To ty Słodka” – 3:11
18. „Codzienny aerobic” – 2:19
19. „Taka przebojowa” – 3:04
20. „Melina” – 2:54
21. „Stereo dźwięk” – 2:55
22. „Za dziesięć trzynasta” – 2:03
23. „Wezmę młotek” – 1:58
24. „Au sza la la la” – 2:53